# Микич, Йован

Йован «Спартак» Микич

Йован «Спартак» Микич (серб. Јован "Спартак" Микић; 13 мая 1914, Опово — 11 октября 1944, Суботица) — югославский легкоатлет, участник Летних Олимпийских игр 1936 года; партизан Народно-освободительной войны Югославии. В его честь назван футбольный клуб «Спартак» из Суботицы.

## Биография
Родился 13 мая 1914 в Опово (Банат) в семье школьного сторожа Александра и учительницы Даринки. В семье было ещё трое детей. Накануне Первой мировой войны семья перебралась в Суботицу, где Йован окончил школу. Учился в университете на юридическом факультете под руководством Мие Микровича.
Микич был весьма одарённым человеком: знал несколько иностранных языков, писал стихи и песни, а также занимался лёгкой атлетикой (будучи ребёнком, поступил в легкоатлетическую секцию в Суботице). В частности, он занимался современным пятиборьем, десятиборьем, прыжками в длину и в высоту, тройными прыжками, метанием диска и молота, благодаря чему стал самым известным спортсменом Королевства Югославия. Уже на школьном соревновании по пятиборью юный Йован одержал победу, набрав 3110 очков и обойдя 69 конкурентов.
На первенстве Югославии в Загребе в 1933 году он одержал победу в тройном прыжке с результатом 13,29 м. С 1934 года являлся членом атлетического общества Белграда, стал представлять страну на Балканских играх: так, на V Играх в Загребе он занял второе место в соревнованиях по тройном прыжке. Также он стал рекордсменом Югославии: 18 августа 1935 впервые в истории отечественной лёгкой атлетики в тройном прыжке он преодолел планку в 14 метров (результат: 14 м 05 см). В подобных соревнованиях он оставался непобедимым до 1938 года, улучшив 23 августа 1936 свой результат до 14 м 20 см.
С 1932 по 1937 годы Микич представлял свою страну в прыжках на Балканских играх и даже на Олимпиаде. Так, в 1935 году в Стамбуле он выиграл золотую медаль в прыжках в высоту, а в 1937 году в тройном прыжке длиной 14 м 03 см также лидировал. На Летних Олимпийских играх 1936 года Йован представлял свою страну, но его выступление оказалось неудачным: результат 13 м 90 см в тройном прыжке не позволил побороться даже за медали. На студенческих играх в Париже Йован выступал в пятиборье, а на Балканских играх 1939 года и в десятиборье. Выиграв серебряную медаль там, Микич покинул большой спорт. Югославам он запомнился как выдающийся атлет с неисчерпаемым запасом энергии.
В 1939 году Йован устроился ассистентом в высшей школе экономики в Белграде, где боролся за место доцента. В 1941 году он с женой Ксенией и сыном Александром переехал в Нови-Сад. Именно там их застигла война. Йован Микич ушёл в партизаны и получил кличку «Спартак» от югославских антифашистов. Он командовал отрядом, в бою проявлял себя довольно умело. Его партизаны вели борьбу не только против немцев и хорватов, но и против оккупировавших Банат венгров.
10 октября 1944, в день освобождения Суботицы, Йован Микич был ранен венгерским солдатом в бою неподалёку от железнодорожной станции. Рана оказалась несовместимой с жизнью, и на следующий день он скончался. Перед смертью он успел произнести слово «Билечанка» — так называлась песня, которую сочинили пленные концлагеря в Билече. Похоронили его с большими почестями. В течение всего дня жители Суботицы пели песню, о которой успел сказать Йован.
В память о Йоване был назван футбольный клуб «Спартак» из Суботицы.